# Polkovicite
La polkovicite è un minerale.